# Bohodarivka, Dobrovelîcikivka
Bohodarivka (în ucraineană Богодарівка) este un sat în comuna Oleksandrivka din raionul Dobrovelîcikivka, regiunea Kirovohrad, Ucraina.

## Demografie
Componența lingvistică a localității Bohodarivka
     Ucraineană (95,26%)
     Rusă (3,16%)
     Română (1,58%)
Conform recensământului din 2001, majoritatea populației localității Bohodarivka era vorbitoare de ucraineană (95,26%), existând în minoritate și vorbitori de rusă (3,16%) și română (1,58%).